# 홀스테브로

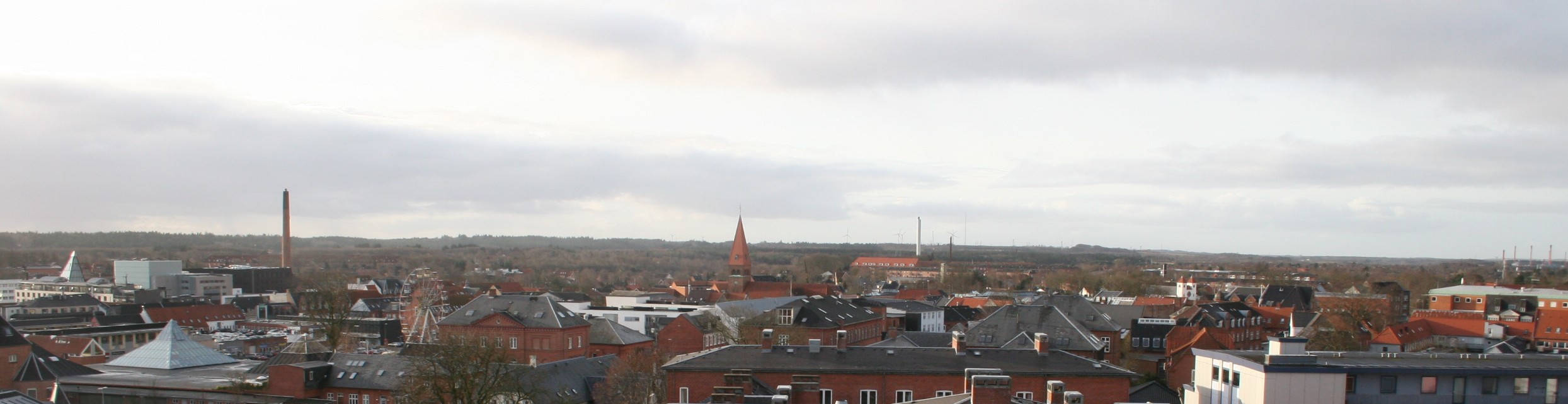
홀스테브로

홀스테브로(덴마크어: Holstebro)는 덴마크 중앙윌란 지역에 위치한 도시로 면적은 800.19km2, 인구는 34,873명(2014년 기준), 인구 밀도는 44명/km2이다. 행정 구역상으로는 홀스테브로 시에 속한다.